# Presidente de Costa Rica
El presidente de Costa Rica es el jefe de Estado y jefe de Gobierno de la República de Costa Rica. El presidente dirige el poder ejecutivo del Gobierno de la República y es quien ejerce el mando supremo de la Fuerza Pública.
La Constitución Política le confiere la autoridad del Poder Ejecutivo al presidente, y establece el procedimiento para elegirle, así como sus funciones y responsabilidades, las cuales incluyen la de nombrar, o remover, a los empleados y funcionarios ejecutivos que sirvan cargos de confianza, la representación de la nación en actos de carácter oficial, y el sancionar o promulgar leyes, reglamentarlas, ejecutarlas y velar por su cumplimiento. En sus funciones, el presidente es acompañado por dos vicepresidentes y por un ministro de la Presidencia, así como por un grupo de ministros que conforman el Consejo de Gobierno.
También desempeña un papel de liderazgo en la formación de leyes y en la formulación de políticas nacionales. El artículo 140 de la Constitución le otorga al presidente la atribución de firmar o vetar leyes aprobadas por la Asamblea Legislativa. Asimismo, dado que los presidentes modernos también suelen ser vistos como los líderes de sus partidos políticos, el impulso de políticas y leyes importantes está significativamente determinado por el resultado de las elecciones legislativas. Por otra parte, debido a la abolición del ejército de Costa Rica en 1948, el presidente no es un comandante en jefe, a diferencia de la norma en la mayoría de los otros países, aunque la Constitución Política sí lo describe como quien ejerce el mando de la Fuerza Pública.
El presidente es elegido directamente a través de unas elecciones presidenciales por un período de cuatro años, junto con los vicepresidentes. Entre 1969 y 2003, al presidente se le prohibió constitucionalmente ser reelegido en el cargo, sin embargo, la Corte Suprema de Justicia revocó en 2003 la sentencia que prohibía la reelección, estableciendo a partir de entonces que un presidente sería elegible para postularse nuevamente después de esperar al menos dos periodos constitucionales después de dejar el cargo.
Rodrigo Chaves Robles es el 49.º y actual presidente de Costa Rica. Asumió el cargo el 8 de mayo de 2022 después de las elecciones generales de ese mismo año, donde tuvo que ir a balotaje, y se enfrentó al expresidente José María Figueres del Partido Liberación Nacional. Chaves ganó las elecciones con más de un millón de votos.

## Historia

### Orígenes
En noviembre de 1838, después de que Braulio Carrillo Colina proclamara la independencia definitiva del Estado Libre de Costa Rica respecto a la República Federal de Centro América, instaura un régimen de corte autoritario determinado jurídicamente por el Decreto de Bases y Garantías como Constitución Política y se autoproclama como jefe de Estado. Es hasta la Constitución Política de 1844 por medio de la cual se establece la figura de un jefe de Estado democráticamente electo. En el periodo que abarca entre 1838 y 1847, se llevan a cabo dos elecciones para elegir a un nuevo jefe de Estado, sin embargo, estas se caracterizaron por ser caóticas y por promover el descontento popular y el estancamiento político que ya se encontraba entre la población y el gobierno, así como sería común que en algunas ocasiones se recurriera a golpes de estado para interrumpir los periodos de gobierno.
El 10 de febrero de 1847, durante el gobierno interino de José María Alfaro Zamora, se convoca a una Asamblea Constituyente. Por medio de ella es establecida la figura del vicepresidente del Estado. En las elecciones de ese mismo año, José María Castro Madriz es electo como jefe de Estado, y entre sus primeras acciones convocaría a una nueva Asamblea Constituyente que reformaría la Constitución de 1847, creando así la Constitución Política del 31 de agosto de 1848 por medio de la cual proclamaría formalmente a la República de Costa Rica, y por lo que, consecuentemente, es creada oficialmente la figura del presidente de Costa Rica. José María Castro Madriz, ahora primer presidente de la República, ocuparía el cargo una vez más algunos años después, sin embargo, en ambos mandatos debió renunciar por golpes de Estado instigados por figuras militares.

### Desarrollo

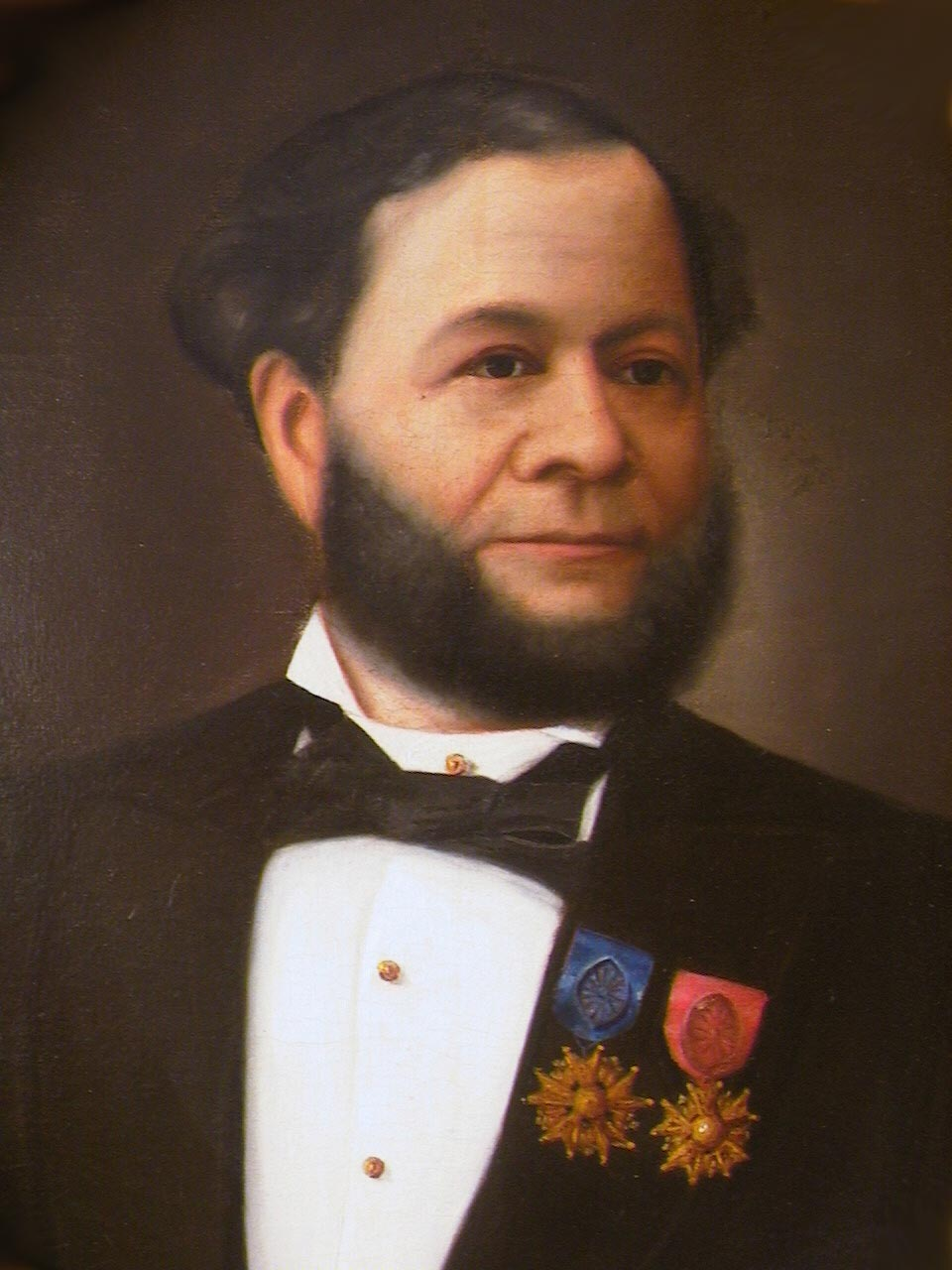
José María Castro Madriz fue la primera persona en ocupar el cargo de presidente de Costa Rica.

En diciembre de 1849, después de la renuncia de José María Castro Madriz, se llevan a cabo las primeras elecciones en el país por medio de las cuales se eligió a un presidente. El ganador de esta elección fue el entonces candidato liberal y exvicepresidente del Estado, Juan Rafael Mora Porras, quien fue el que condujo al país a la victoria sobre los filibusteros encabezados por William Walker en la Campaña Nacional de 1856 y 1857. Mora Porras sería reelegido nuevamente en 1853 y en 1859. Durante esta época, las elecciones representaban un papel secundario en la selección del presidente, limitándose a una función legitimadora simbólica. Los presidentes eran escogidos mediante una serie de alianzas políticas entre la burguesía cafetalera y el ejército hasta el comienzo del Estado Liberal. Juan Rafael Mora Porras fue depuesto forzosamente de su cargo en agosto de 1859, lo que condujo a que se realizaran elecciones presidenciales en 1860, donde resultaría electo José María Montealegre Fernández, un fuerte opositor a la presidencia de Mora. Esta fue la segunda ocasión en la que un periodo presidencial se veía interrumpido desde la creación del cargo, siendo la primera la renuncia realizada por José María Castro Madriz a la presidencia en 1849.
En 1868, José María Castro Madriz es derrocado por segunda vez, esta vez por medio de un golpe Estado, y a él le sustituiría Jesús Jiménez Zamora. Este sería electo por medio de las elecciones de 1869, caracterizadas por la represión a la prensa y a los opositores políticos por parte de Zamora. Sin embargo, en abril de 1870, sucedería otro nuevo golpe de Estado, esta vez contra Jesús Jiménez Zamora, por medio del cual se autoproclamaría como presidente el liberal, pero opositor al gobierno, Tomás Guardia Gutiérrez, quien gobernaría dictatorialmente, aunque con algunos avances progresistas hechos como la implementación de la Constitución Política de 1871, hasta 1882, cuando murió en el cargo. Guardia fue el primer militar costarricense que gobernó el país, así como el primer presidente en morir en el cargo. A Tomás Guardia le sucedió Próspero Fernández Oreamuno, quien presidió el país hasta 1885 tras también morir en el cargo.
Este periodo se caracterizó principalmente por la presencia de presidentes pertenecientes a una élite liberal y a una oligarquía empresarial y que, aunque por un lado promoverían una nación progresista e inspirada en los principios del liberalismo, darían poco o ningún espacio para el disenso sea de parte de los conservadores religiosos, sea de parte de los movimientos de izquierdas que surgirían después, aunque este statu quo se iría rompiendo lentamente. Las fricciones entre la élite liberal y la iglesia católica afectada por las múltiples medidas secularizantes y laicistas de los liberales llegarían a su culmen en las elecciones presidenciales de 1889, donde participarían partidos políticos por primera vez. En las elecciones, obtendría la victoria por primera vez un candidato no perteneciente a la élite liberal, José Joaquín Rodríguez Zeledón, cuya presidencia se caracterizó por sus decisiones arbitrarias y hasta autoritarias.
Después de varios gobiernos de corte liberal, en 1898, Rafael Iglesias Castro es reelecto en la presidencia después de reformar la Constitución Política para poder reelegirse consecutivamente. También silenció a la prensa y a los candidatos opositores durante la elección. En este periodo no primaba realmente una diferencia ideológica entre los rivales políticos, ya que la mayoría eran liberales. La competencia electoral era más por razones personales y poder de un grupo que por un ideario. Esto se ejemplificó principalmente en la elección presidencial de 1906, donde obtiene la victoria Cleto González Víquez. En 1913, ocurren unas elecciones presidenciales que involucrarían un acontecimiento relevante y diferente. En la elección, en la cual se aplicó por primera vez el voto universal directo, el republicano Máximo Fernández Alvarado obtendría la mayoría de votos, sin embargo, no alcanzó la cantidad de votos mínima para ser electo, por lo que el Congreso Constitucional designó a Alfredo González Flores como presidente de Costa Rica. González, quien previamente fungió como primer designado a la presidencia en el gobierno de Ricardo Jiménez Oreamuno, fue posteriormente derrocado por su ministro de Guerra y Marina, Federico Tinoco Granados, en 1917.
La dictadura de Tinoco se caracterizaría por ser sumamente dictatorial y por abusar constantemente de los derechos humanos, inclusive involucró el asesinato de varios líderes opositores, como Rogelio Fernández Güell y Marcelino García Flamenco, quienes murieron durante manifestaciones antigubernamentales. Sin embargo, Tinoco duraría solo dos años en la presidencia, tras ser depuesto del cargo en 1919. A partir de ello, se realizarían las elecciones presidenciales de 1919, por medio de las cuales se eligió a Julio Acosta García como presidente. En 1923 y 1928, son electos nuevamente Ricardo Jiménez Oreamuno y Cleto González Víquez, respectivamente, cuyas presidencias se caracterizaron por la presencia de paz social y estabilidad económica, mientras que gobernaban en una difícil época de la crisis económica mundial de 1929 y el periodo de entreguerras. En las elecciones presidenciales de 1932, se hacen presente por primera vez fuerzas izquierdistas de oposición, las cuales comenzaron a cuestionar el modelo económico liberal y la desigualdad social de la época.

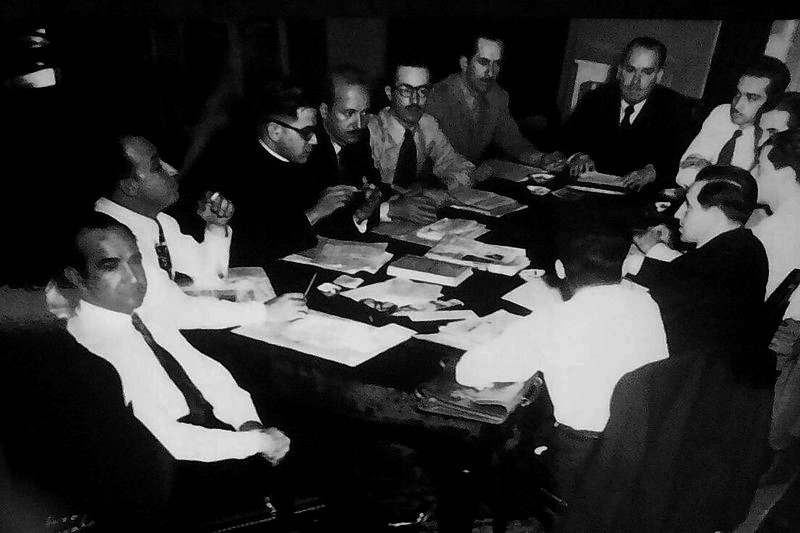
La Junta Fundadora de la Segunda República, el gobierno de facto presidido por José Figueres Ferrer que gobernó Costa Rica entre 1948 y 1949.

Las décadas de 1930 y 1940 se caracterizaron por diferentes situaciones que evidenciaron el agotamiento del sistema que, así como por el surgimiento de nuevas fuerzas opositoras. Para mejorar la situación, el presidente republicano Rafael Ángel Calderón Guardia quien, en alianza con la iglesia liderada por Víctor Sanabria Martínez y el Partido Comunista de Manuel Mora Valverde, emite las Garantías Sociales, sin embargo, esto no sería suficiente, ya que en 1948 estallaría una guerra civil después de que el Tribunal Nacional Electoral emitiera un fallo que encontraba inconsistencias en las elecciones de 1948, en las que Calderón se deseaba reelegir. Después de la Guerra Civil, se instaura el gobierno revolucionario de Costa Rica de 1948-49, donde gobernó la Junta Fundadora de la Segunda República, un gobierno de facto presidido por José María Figueres Ferrer que decretó la Constitución Política vigente hasta hoy.
Con el inicio de la Segunda República y el Estado promoviendo un estado benefactor, la Asamblea Legislativa y la nación gradualmente se trasladaron a un sistema bipartidista, especialmente después de las elecciones de 1978 en las que los socialcristianos (en su mayoría descendientes de la tradición republicanista) asumieron la presidencia por primera vez con Rodrigo Carazo Odio, sobre los liberacionistas y su candidato Luis Alberto Monge Álvarez. Por lo tanto, los presidentes recientes se han centrado cada vez más en las órdenes ejecutivas, el respeto a la constitucionalidad y en las elecciones libres y democráticas. Las elecciones presidenciales en el siglo XXI, por su parte, han reflejado una ruptura del bipartidismo, sin ningún candidato excepto Óscar Arias Sánchez y Laura Chinchilla Miranda logrando más del 40% de los votos. En las elecciones presidenciales de 2014, la ruptura de la polarización bipartidista fue más evidente con la victoria de Luis Guillermo Solís Rivera y su partido Acción Ciudadana, después de 44 años de gobiernos liberacionistas o socialcristianos.

## Deberes y atribuciones

### Deberes y atribuciones ejecutivas
Dentro del propio poder ejecutivo, el presidente cuenta con amplios deberes y atribuciones necesarias para gestionar los asuntos nacionales y las prioridades y políticas del gobierno, todas enlistadas en el capítulo II del título X de la Constitución Política de Costa Rica. El artículo 139 de la Constitución Política le asigna al presidente de la República los deberes y atribuciones de nombrar y remover libremente a los ministros de gobierno, de representar a la nación en los actos de carácter oficial, de ejercer el mando supremo de la Fuerza Pública, de presentar a la Asamblea Legislativa, al iniciarse el primer período anual de sesiones, un mensaje escrito relativo a los diversos asuntos de la administración y al Estado político de la República y en el cual deberá, además, proponer las medidas que juzgue de importancia para la buena marcha del Gobierno y el progreso y bienestar de la Nación, y el de comunicar de previo a la Asamblea Legislativa, cuando se proponga salir del país, los motivos de su viaje.
Antes de asumir el cargo, el presidente electo y su equipo de trabajo deberán realizar una serie de nombramientos de cargos ejecutivos de confianza, nombramientos que se efectuarán una vez que el presidente electo entre en funciones y tome el acuerdo correspondiente. Estos puestos incluyen a los funcionarios de su gabinete como los ministros y viceministros, los presidentes ejecutivos de ciertas instituciones autónomas y empresas públicas estatales, y los titulares de los órganos adscritos a la presidencia de la República (como la Dirección de Inteligencia y Seguridad o la Dirección Nacional de Desarrollo de la Comunidad), así como otros cargos como los miembros de la Fuerza Pública, los empleados y funcionarios que sirvan cargos de confianza, y a los demás que determine, en casos muy calificados, la Ley de Servicio Civil. El presidente también debe nombrar a su despacho de ayudantes, asesores y asistentes, así como a otros funcionarios de la Casa Presidencial, los cuales son nombramientos meramente políticos.
El presidente cuenta con la capacidad de emitir acuerdos ejecutivos, decretos ejecutivos u otras resoluciones e instrucciones. Los decretos ejecutivos son todos aquellos actos administrativos que cuentan con un alcance general y secundario a la ley, mientras que los acuerdos ejecutivos se refieren a todas aquellas órdenes dirigidas a personas físicas y jurídicas concretas, entre ellos los nombramientos de nuevos jerarcas de entidades públicas, las declaratorias de interés público que el poder ejecutivo promulga a favor de actividades, organizaciones, proyectos o incluso edificios puntuales, y las modificaciones del gasto presupuestario de ciertas entidades públicas. Todos los decretos y acuerdos ejecutivos están sujetos a los límites jurídicos que define la legislación costarricense.
Como mando supremo de la Fuerza Pública, el presidente cuenta con la responsabilidad de poner a la orden de la Asamblea Legislativa la fuerza de policía que solicite el presidente de la misma, cuando sea necesario.

### Deberes y atribuciones relacionadas con la legislación
El artículo 140 de la Constitución Política enlista otra serie de deberes y atribuciones del presidente de la República, la mayoría asociados con temas legislativos. El presidente desempeña un papel de liderazgo en la formación de leyes dentro de la Asamblea Legislativa, ya que tiene la atribución de poder sancionar y promulgar leyes, reglamentarlas, ejecutarlas y velar por su exacto cumplimiento, así como cuenta con el poder del veto. Si el presidente está de acuerdo con un cierto proyecto de ley aprobado por los diputados de la Asamblea Legislativa, puede proceder a firmarlo, sin embargo, si el presidente se opone a un cierto proyecto de ley, cuenta con la capacidad de vetarlo y devolverlo a la Asamblea Legislativa con un mensaje sugiriendo reformas. El presidente cuenta con un total de diez días hábiles para poder vetar un proyecto aprobado  por los diputados.
El presidente también cuenta con la capacidad de poder convocar a los diputados de la Asamblea Legislativa a sesiones ordinarias y extraordinarias. En estas sesiones legislativas, el presidente podrá convocar a los diputados a debatir, y a aprobar o desaprobar, los puntos de cierta agenda con proyectos ejecutivos. Estos puntos se conocerán solamente en estas sesiones legislativas, a menos de que sea necesario tratar el nombramiento de funcionarios que le corresponda hacer a la Asamblea Legislativa, o de reformas legales que fueren indispensables. Asimismo, el presidente tiene la responsabilidad de enviar a aprobación a la Asamblea Legislativa el proyecto de Presupuesto Nacional. Los diputados podrán realizar cambios al proyecto impulsado por el Poder Ejecutivo.
Para mejorar la relación de trabajo con la Asamblea Legislativa, los presidentes de los últimos años han creado el Viceministerio de Asuntos Parlamentarios, o llamado como Viceministerio de Asuntos Políticos y Diálogo Ciudadano desde la administración de Luis Guillermo Solís Rivera, parte del Ministerio de la Presidencia.

### Relaciones exteriores

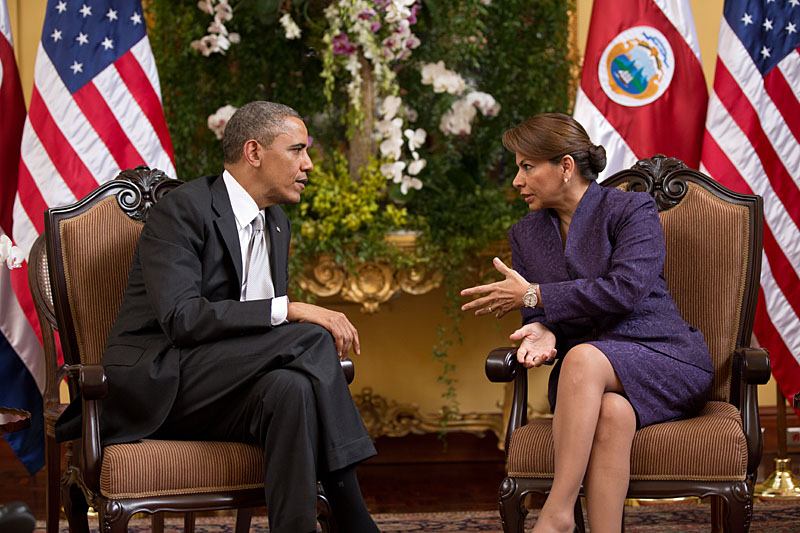
La expresidenta Laura Chinchilla en una reunión bilateral con el expresidente de Estados Unidos, Barack Obama, en 2012.

La Constitución Política también establece que el presidente de la República ostenta la atribución de representar a la nación en los actos de carácter oficial, así como de dirigir las relaciones internacionales de la República, recibir a los jefes de Estado y a los representantes diplomáticos, y admitir a los cónsules de otras naciones. El trabajo diplomático se realiza conjunto al Ministerio de Relaciones Exteriores y Culto.

## Proceso de selección e incumbencia

### Elegibilidad
El artículo 131, capítulo I, título X de la Constitución Política establece tres requisitos para ocupar la presidencia. Para servir como presidente, uno debe:
- Ser costarricense por nacimiento y ciudadano en ejercicio;
- Ser del estado seglar;
- Ser mayor de treinta años.[3]

Sin embargo, una persona que cumpla con los requisitos anteriores aún estaría descalificada para ocupar el cargo de presidente en cualquiera de las siguientes condiciones:
- El que hubiera servido a la presidencia en cualquier lapso dentro de los ocho años anteriores al período para cuyo ejercicio se verificare la elección, ni el vicepresidente o quien lo sustituya, que la hubiere servido durante la mayor parte de cualquiera de los períodos que comprenden los expresados ocho años;
- El vicepresidente que hubiera conservado esa calidad en los doce meses anteriores a la elección, y quien en su lugar hubiera ejercido la presidencia por cualquier lapso dentro de ese término;
- El que sea por consanguinidad o afinidad ascendiente, descendiente, o hermano de quien ocupe la presidencia de la República al efectuarse la elección, o del que la hubiera desempeñado en cualquier lapso dentro de los seis meses anteriores a esa fecha;
- El que haya sido ministro de gobierno durante los doce meses anteriores a la fecha de la elección;
- Los magistrados propietarios de la Corte Suprema de Justicia, los magistrados propietarios y suplentes del Tribunal Supremo de Elecciones, el director del Registro Civil, los directores o gerentes de las instituciones autónomas, el contralor y subcontralor generales de la República.[3]

### Elección

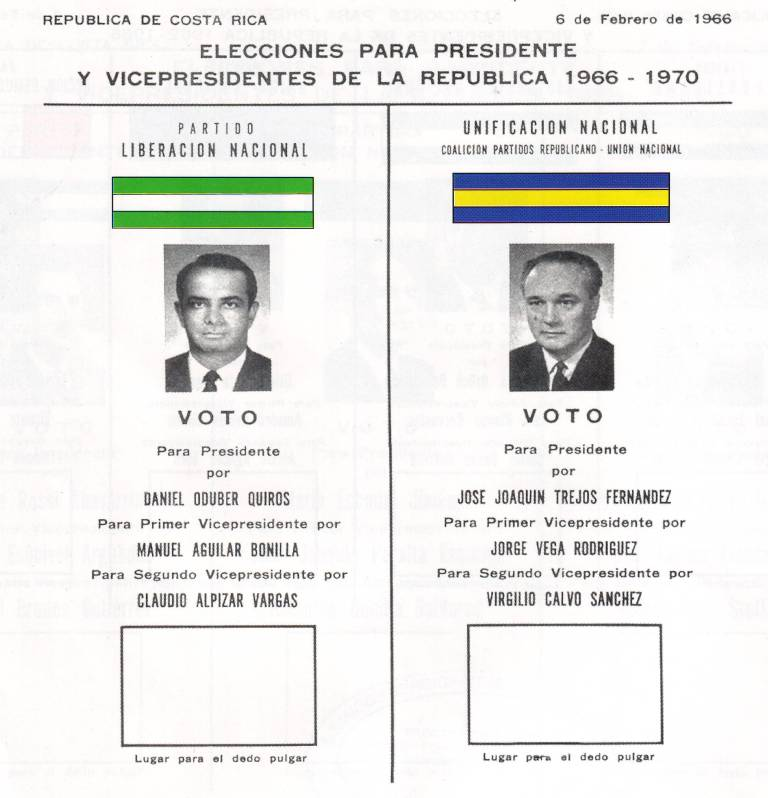
Papeleta utilizada en las elecciones presidenciales de Costa Rica de 1966. Se observan como candidatos a Daniel Oduber Quirós y a José Joaquín Trejos Fernández.

Se deberá efectuar en el país, el primer domingo de febrero de cada cuatro años, una elección popular directa por medio de la cual se elija a una fórmula conformada por un presidente y dos vicepresidentes, quienes serán elegidos simultáneamente y por una mayoría de votos válidos que exceda el cuarenta por ciento. Si ninguna de las fórmulas alcanza esta mayoría, se realizará una segunda ronda el primer domingo de abril del mismo año entre las dos fórmulas que recibieron más votos, quedando elegidos los que figuren en la que obtenga el mayor número de votos.
Las personas interesadas en unirse a la carrera presidencial deberán buscar la nominación de uno de los partidos políticos de Costa Rica, que generalmente se otorga a través de un proceso como una convención partidaria. En Costa Rica no se permiten las candidaturas independientes. Las convenciones partidarias suelen ser elecciones abiertas o cerradas en las que los votantes votan por una lista de dos o más candidatos que desean participar en la carrera presidencial por medio de cierto partido político. Posteriormente, el candidato presidencial elegirá una nómina de candidatos a la vicepresidencia, y, en algunos casos, también podrá elegir a un cierto número de candidatos a diputaciones por su partido, que luego son normalmente ratificados por la asamblea del partido.
Durante este proceso, el presidente en funciones tiene prohibida la beligerancia política activa, es decir, no puede militar activamente en partido político alguno ni darle su adhesión a ningún candidato.

#### Traspaso de poderes
Una vez finalizado el proceso electoral y el escrutinio de votos por parte del Tribunal Supremo de Elecciones, se procederá a realizar el traspaso de poderes entre el presidente incumbente y el presidente electo el 8 de mayo después de la elección. Antes de asumir el cargo, se requiere que el presidente electo recite el juramento constitucional, que se encuentra en el artículo 194, título XVI de la Constitución:
¿Juráis a Dios y prometéis a la Patria, observar y defender la Constitución y las leyes de la República, y cumplir fielmente los deberes de vuestro destino? - Sí, juro. - Si así lo hiciereis, Dios os ayude, y si no, El y la Patria os lo demanden.
La determinación del 8 de mayo como día en que el presidente electo toma posesión de su cargo se estipuló por primera vez en el artículo 105 de la Constitución Política de 1859, sin embargo, el primer presidente que tomó posesión en este día fue don Jesús Jiménez Zamora, en 1863. La fecha en la que se realiza el traspaso de poderes se ha interrumpido en tres ocasiones, la primera cuando Federico Tinoco Granados asumió el poder por medio de un golpe de Estado en un 11 de abril de 1917, la segunda cuando Otilio Ulate Blanco asumió el poder un 8 de noviembre de 1949 después de que la Junta Fundadora de la Segunda República cediera el poder, y la tercera cuando José María Figueres Ferrer asumió el poder un 8 de noviembre de 1953, después del gobierno de Otilio Ulate.

### Incumbencia

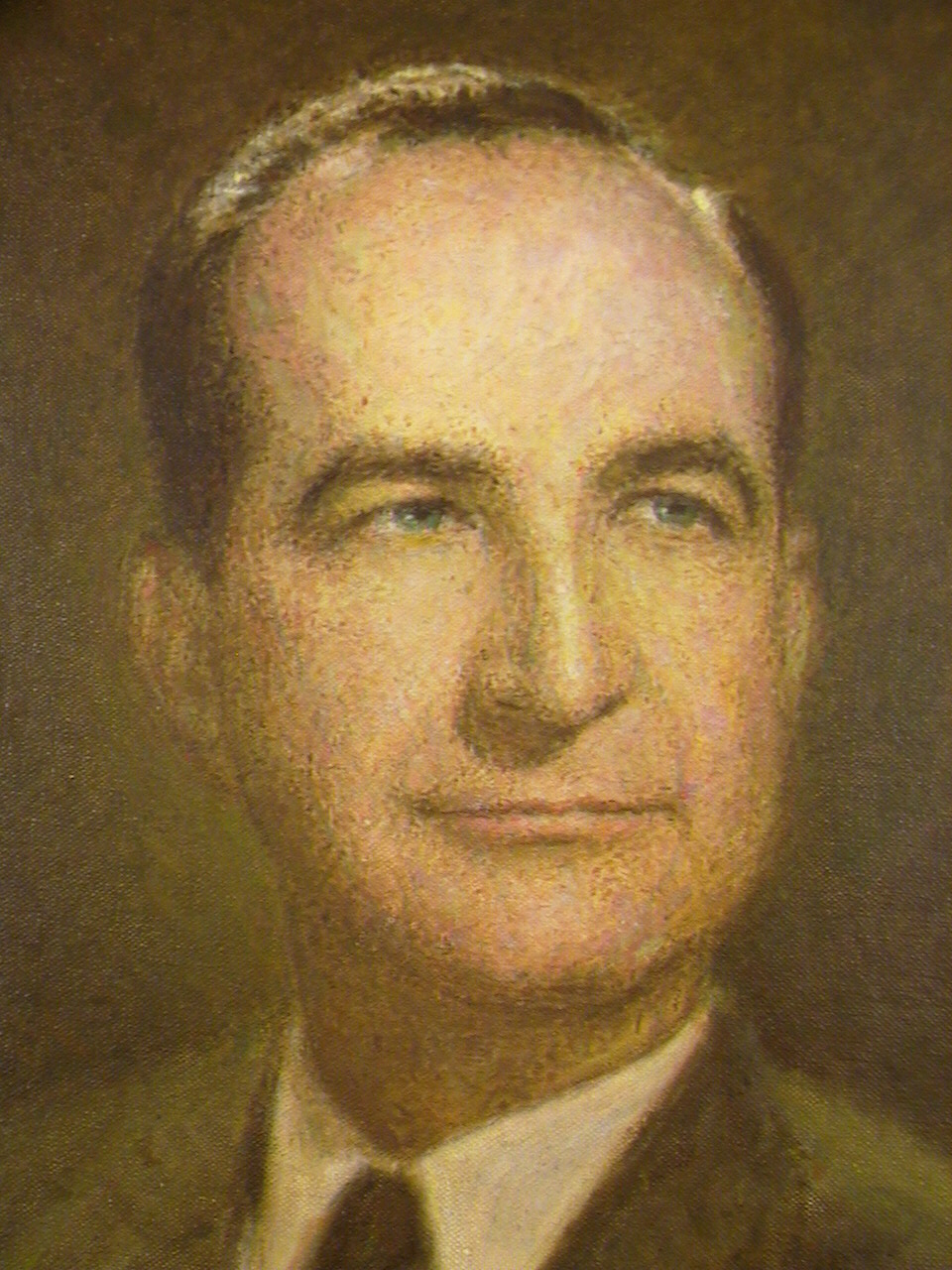
José Figueres Ferrer ostenta el récord de mayor número de periodos presidenciales durante la Segunda República (1948, 1953 y 1970).

#### Reelección
En Costa Rica no existe la reelección presidencial inmediata, por lo que se sobreentiende que el presidente en ejercicio no puede ser candidato. En 2003, la Sala Constitucional de la Corte Suprema de Justicia de Costa Rica promulgó la sentencia N° 2717, por medio de la cual fue permitida nuevamente la reelección presidencial, pero no inmediata, en el país, según lo establecía el texto original de la Constitución de 1949. Mediante esta sentencia, se anuló la reforma constitucional a la ley N° 4349 del 11 de julio de 1969 en la que se establecía la prohibición a la reelección presidencial. Esta sentencia obtuvo 5 votos a favor y 2 en contra, y le permitió al entonces expresidente, Óscar Arias Sánchez, reelegirse para el periodo presidencial entre 2006 y 2010 después de gobernar el país previamente en el periodo entre 1986 y 1990.
Desde la adopción de la sentencia de 2003, dos expresidentes han buscado un segundo mandato: Óscar Arias Sánchez en 2006 y José María Figueres Olsen en 2018 y 2022, quien falló en ambos intentos tras ser derrotado en la Convención Nacional Liberacionista de 2017 y en el balotaje de las elecciones presidenciales de 2022. Previo a la sentencia que prohibió la reelección presidencial, ocho personas han ocupado más de una vez el cargo: José María Castro Madriz (1848 y 1866), Juan Rafael Mora Porras (1849, 1853 y 1859), Jesús Jiménez Zamora (1863 y 1868), Tomás Guardia Gutiérrez (1870 y 1877), Rafael Iglesias Castro (1894 y 1902), Cleto González Víquez (1906 y 1928), Ricardo Jiménez Oreamuno (1910, 1924 y 1932), y José María Figueres Ferrer (1948, 1953 y 1970).
La Constitución Política establece, en su artículo 134, que cuando un presidente viole el principio de alternabilidad en el ejercicio del cargo, así como el de la libre sucesión presidencial, implicará una "traición a la República". Además, establece que la responsabilidad derivada de tales actos será imprescriptible.

#### Vacancias y sucesiones
Bajo el artículo 131, capítulo I, título X de la Constitución Política, la primera vicepresidencia reemplazará al presidente tras su ausencia absoluta, como su muerte o renuncia. En el caso de una doble vacancia, el cargo será asumido por la segunda vicepresidencia, y en caso de la renuncia de este último, el cargo será asumido por el presidente de la Asamblea Legislativa. Cuando este último sustituya en forma definitiva al presidente, deberá renunciar a su curul legislativa y a toda actividad política y partidaria, mientras que, si la sustitución es de carácter temporal, su cargo como diputado y cualquier puesto de carácter partidario se verán suspendidos hasta que cese en sus funciones como presidente. Asimismo, el presidente de la República podrá llamar al cargo a alguno de los dos vicepresidentes en caso de una vacancia temporal.
Desde la creación del cargo en 1848, dos presidentes han fallecido en el cargo y cuatro han renunciado al cargo. Desde el establecimiento de la Constitución Política de 1949, ningún presidente ha renunciado, muerto, o sido destituido estando en el cargo.

#### Remuneración
Desde 2018, la Ley de Fortalecimiento de las Finanzas Públicas, la cual reforma la Ley de Salarios de la Administración Pública, establece que la remuneración mensual bruta del presidente no puede superar el equivalente a veinticinco salarios base mensual de la categoría más baja de la escala de sueldos de la Administración Pública. Actualmente, el salario mensual bruto del presidente es de ₡5.043.123. El salario del presidente está sujeto a las deducciones de ley.

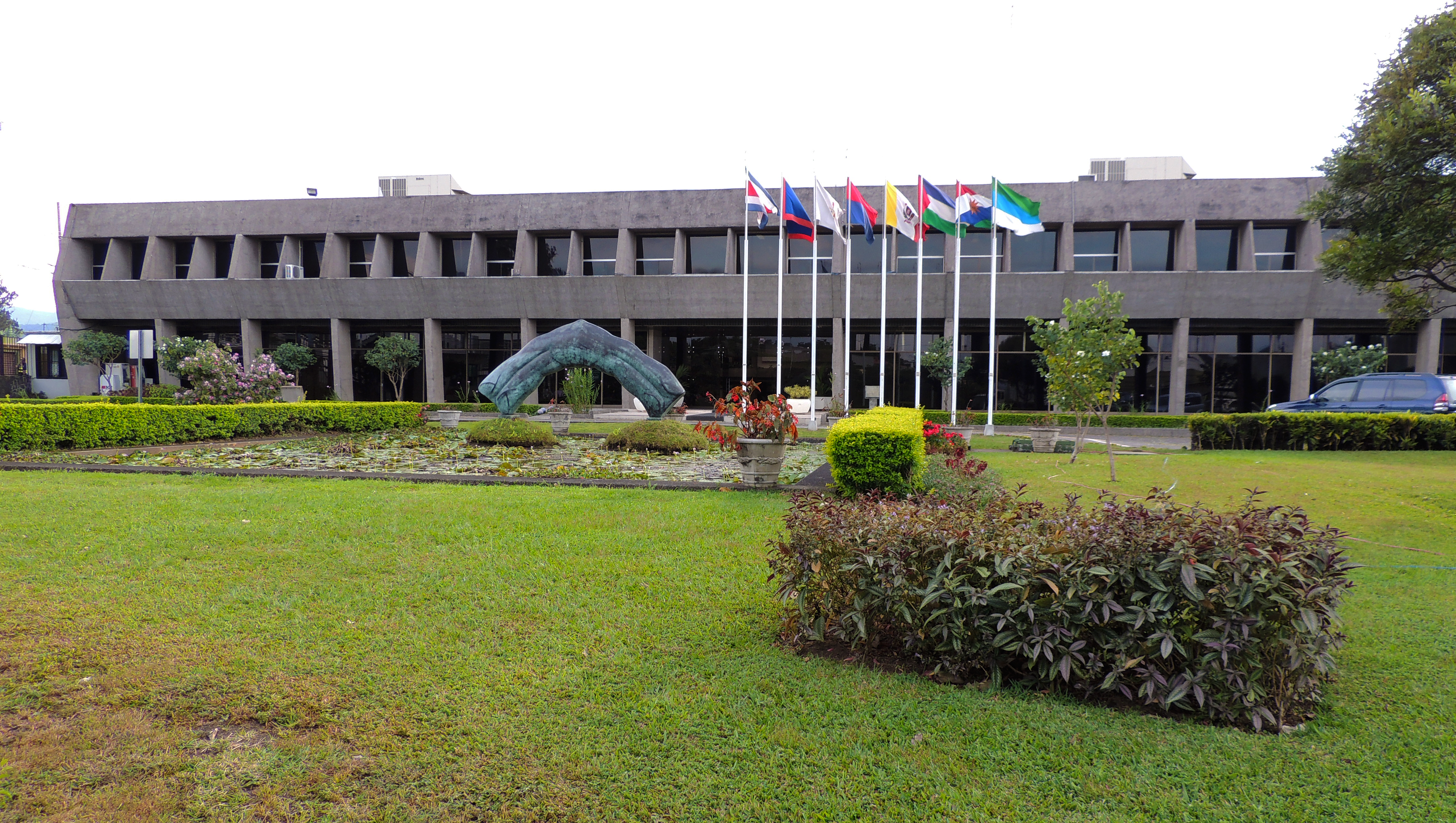
La Casa Presidencial de Costa Rica es el lugar de trabajo oficial del presidente de la República.

#### Lugar de trabajo
La Casa Presidencial, en San José, es el lugar de trabajo oficial del presidente y su despacho. A diferencia de otros países, el presidente de Costa Rica no cuenta con una residencia oficial, sino que, una vez toma el cargo, permanece en su domicilio particular. El complejo ha sido el principal lugar de trabajo de todas las presidencias de la República desde Rodrigo Carazo Odio, en 1980, y también se encuentra ocupado por el despacho de las dos vicepresidencias de la República y de la primera dama, así como del Ministerio de la Presidencia y sus viceministerios, del Ministerio de Comunicación y del Ministerio de Coordinación con el Sector Privado. Las reuniones semanales del Consejo de Gobierno y de los diferentes consejos presidenciales también se celebran en la Casa Presidencial.

## Pospresidencia

### Pensión
En virtud de la Ley de Pensiones para Expresidentes, todos los expresidentes vivos reciben una pensión, así como seguridad personal, usualmente policial, y una secretaría cuyo salario es pagado por el Estado. Los presidentes jubilados reciben una pensión basada en el salario mensual de los diputados de la Asamblea Legislativa, que fue de ₡4.000.714 en 2020, incluyendo gastos de representación, y que pasará a su viuda en caso de fallecimiento.
En 2020, el presidente en su momento, Carlos Alvarado Quesada, anunció que renunciaría una vez que terminase su mandato a su pensión de expresidente.

### Expresidentes vivos
Actualmente, hay ocho expresidentes de Costa Rica vivos. El expresidente más reciente en morir fue Luis Alberto Monge Álvarez (1982-1986), el 29 de noviembre de 2016. Los expresidentes vivos, en orden de servicio, son:

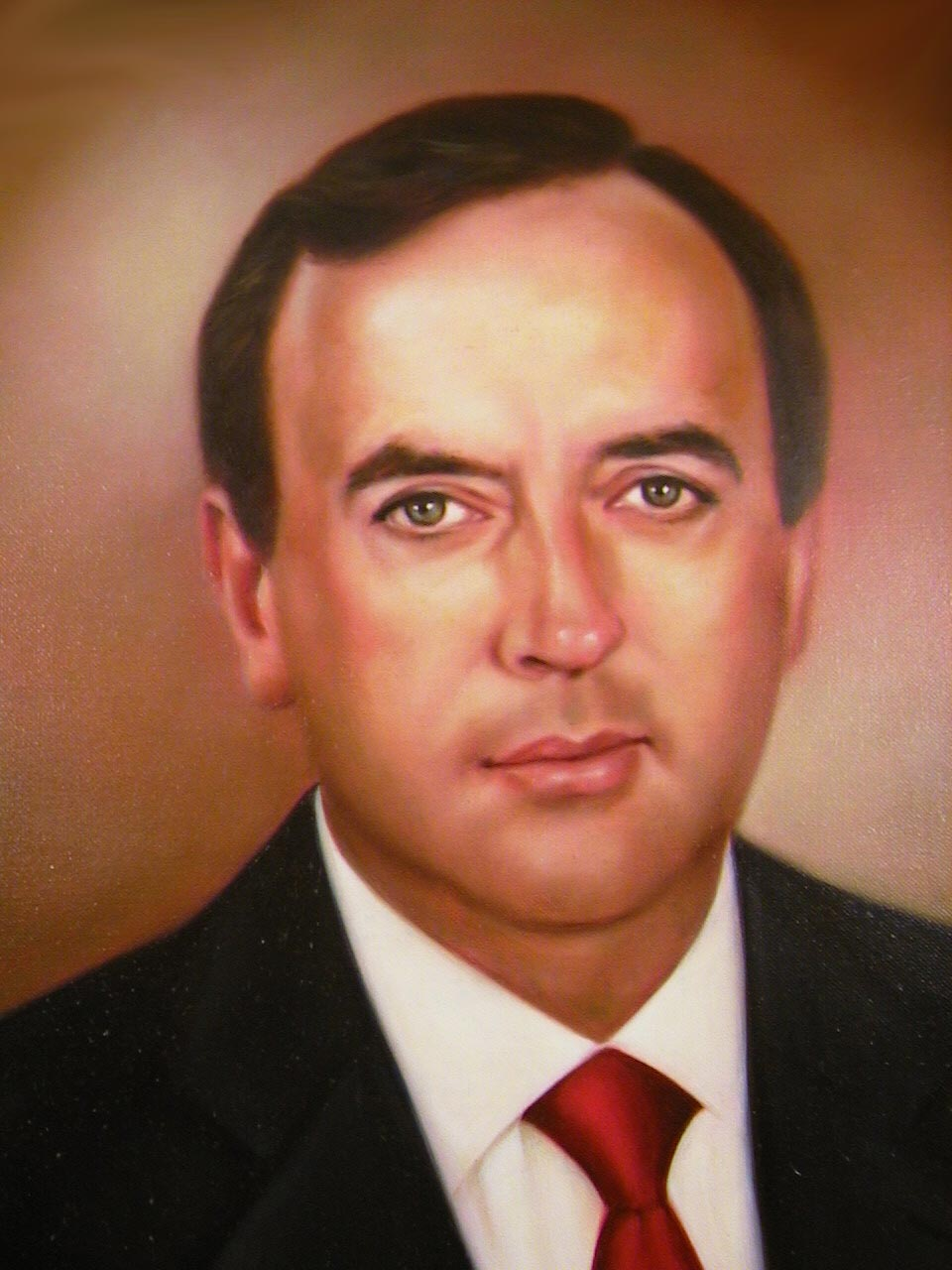
Rafael Ángel Calderón Fournier (1990–1994)
81 años
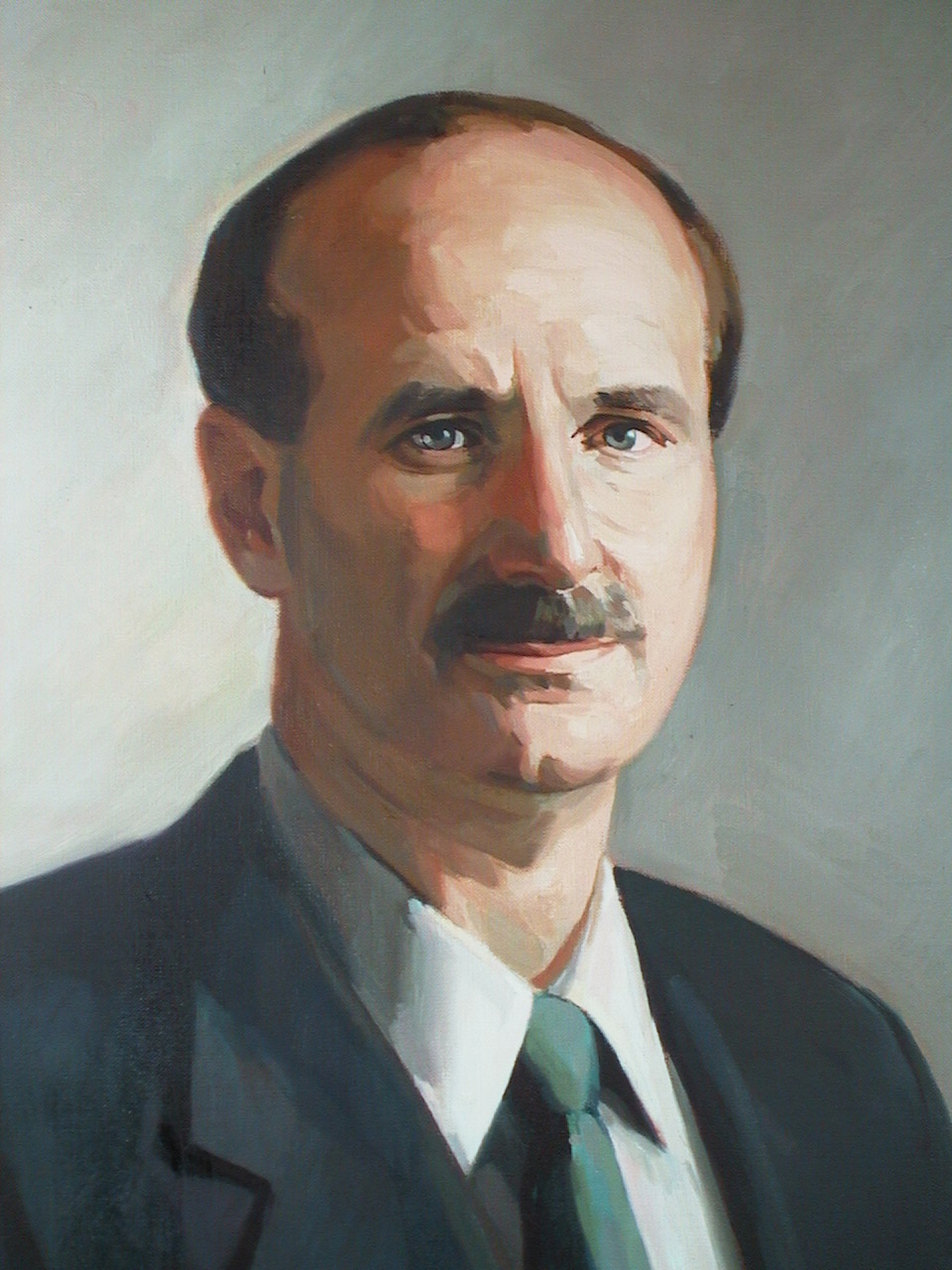
José María Figueres Olsen (1994–1998)
70 años
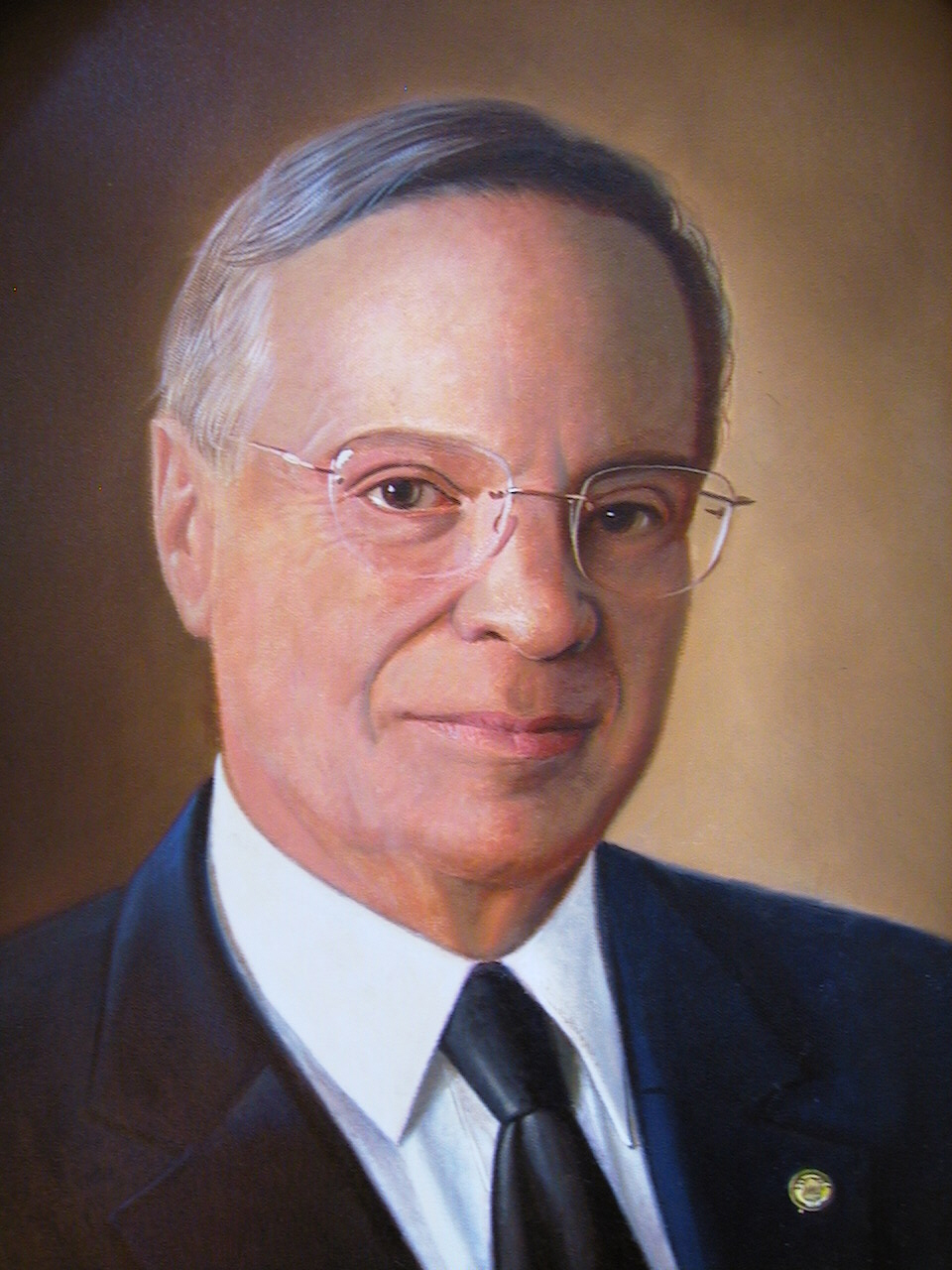
Miguel Ángel Rodríguez Echeverría (1998–2002)
85 años
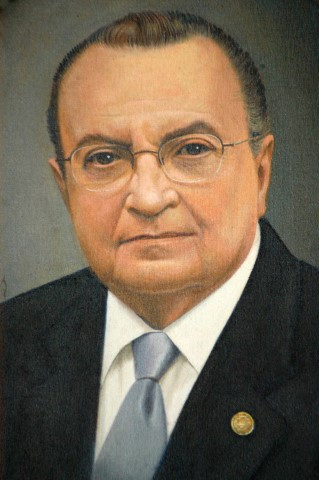
Abel Pacheco de la Espriella (2002–2006) 91 años
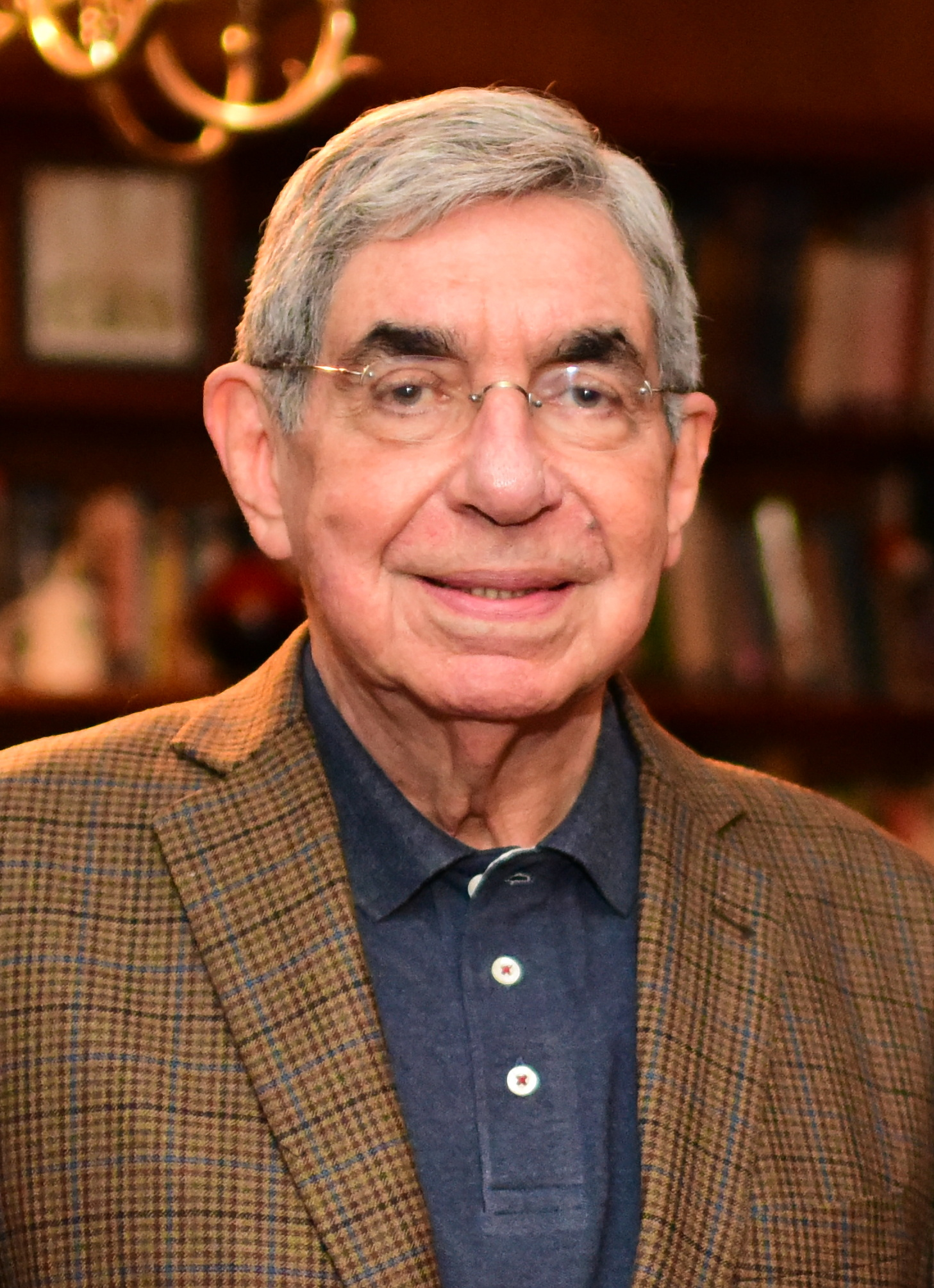
Óscar Arias Sánchez (1986-1990; 2006–2010)
84 años
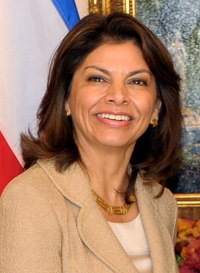
Laura Chinchilla Miranda (2010–2014)
66 años
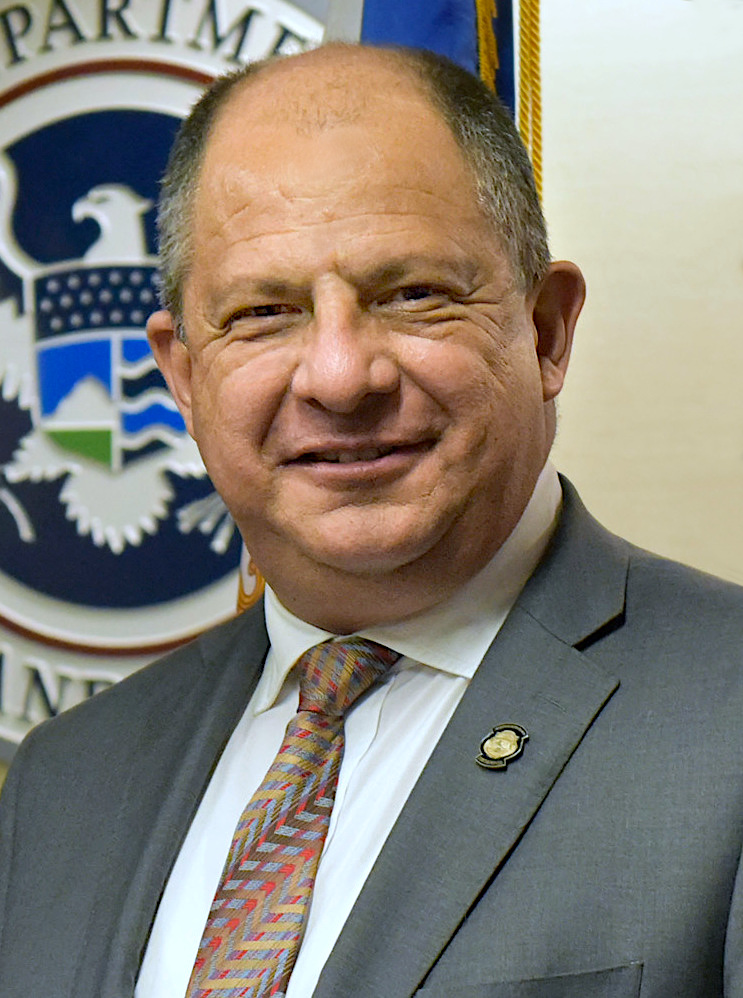
Luis Guillermo Solís Rivera (2014–2018)
67 años
Carlos Alvarado Quesada (2018–2022)
45 años

## Línea de tiempo
La siguiente línea de tiempo describe la cronología de los presidentes y su afiliación política al momento de asumir el cargo.